# La Reine (film, 1968)
Pour les articles homonymes, voir La Reine.
Pour plus de détails, voir Fiche technique et Distribution.
La Reine (The Queen) est un film américain réalisé par Frank Simon, sorti en 1968.

## Synopsis
La vie de Jack Doroshow, un homosexuel de 24 ans, alias Flawless Sabrina, une drag queen qui est maîtresse de cérémonie pour le concours Miss All-America Camp Beauty.

## Fiche technique
- Titre : La Reine
- Titre original : The Queen
- Réalisation : Frank Simon
- Photographie : Robert Elfstrom, Frank Simon, Kenneth Van Sickle et Joseph Zysman
- Montage : Geraldine Fabrikant
- Société de production : MDH, Si Litvinoff Film Production et Vineyard
- Pays de production :  États-Unis
- Genre : Documentaire
- Durée : 68 minutes
- Dates de sortie : 
  - États-Unis : 17 juin 1968
  - France : 13 novembre 1968

## Distribution
- Jack Doroshow : Flawless Sabrina
- Crystal LaBeija

## Accueil
Le film a reçu un accueil favorable de la critique. Il obtient un score moyen de 78 % sur Metacritic.
Pour The New York Times en 1968, « The Gueen est un documentaire extraordinaire sur le concours de beauté qui a eu lieu à Town Hall en 1967 [dont] les participants étaient des travestis du pays entier ».
Pour Rolling Stone lors de la ressortie en 2019, c'est une « capsule temporelle queer essentielle ».
À l'occasion de cette ressortie, The New Yorker analyse également le côté pionnier de ce documentaire qui anticipe Paris Is Burning et qui a été tourné à une époque où le travestissement et l'homosexualité étaient illégales dans l'état de New York.